# Paris-Nice 1985
Paris-Nice 1985 est la 43e édition de la course cycliste Paris-Nice. La course a lieu entre le 3 et le 10 mars 1985. La victoire revient au coureur irlandais Sean Kelly de l'équipe Skil-Sem devant Stephen Roche (La Redoute) et Frédéric Vichot (Skil-Sem).

## Participants
Dans cette édition de Paris-Nice, 86 coureurs participent divisés en 9 équipes : Panasonic, Skil-Sem, La Redoute, La Vie claire, Peugeot-Shell-Michelin, Renault-Elf, Skala-Skil, Fagor et Orbea-Gin MG. L'épreuve est terminée par 58 coureurs.

## Étapes
| Étapes                | Date    | Villes étapes                            | Km       | Vainqueur d’étape | Leader du classement général |
| --------------------- | ------- | ---------------------------------------- | -------- | ----------------- | ---------------------------- |
| Prologue              | 3 mars  | Nanterre (clm)                           | 6,4 km   | Allan Peiper      | Allan Peiper                 |
| 1re étape             | 4 mars  | Avallon - Dole                           | 197,5 km | Eddy Planckaert   | Allan Peiper                 |
| 2e étape              | 5 mars  | Dole - Saint-Trivier-sur-Moignans        | 181 km   | Marc Madiot       | Bert Oosterbosch             |
| 3e étape              | 6 mars  | Châtillon-sur-Chalaronne - Saint-Étienne | 176 km   | Eddy Planckaert   | Allan Peiper                 |
| 4e étape, 1er secteur | 7 mars  | Donzère - Bédoin                         | 98 km    | Joël Pelier       | Joël Pelier                  |
| 4e étape, 2e secteur  | 7 mars  | Bédoin - Carpentras (clm)                | 35 km    | Panasonic         | Joël Pelier                  |
| 5e étape              | 8 mars  | Carpentras - Gréoux-les-Bains            | 211 km   | Bert Oosterbosch  | Frédéric Vichot              |
| 6e étape              | 9 mars  | Gréoux-les-Bains - Mandelieu-la-Napoule  | 171 km   | Pedro Muñoz       | Frédéric Vichot              |
| 7e étape, 1er secteur | 10 mars | Mandelieu-la-Napoule - Nice              | 100 km   | Charly Mottet     | Frédéric Vichot              |
| 7e étape, 2e secteur  | 10 mars | Nice - Col d'Èze (clm)                   | 11 km    | Stephen Roche     | Sean Kelly                   |

## Résultats des étapes

### Prologue
3-03-1985. Nanterre, 6,4 km (clm).
|   | Cycliste         | Équipe                 | Temps      |
| - | ---------------- | ---------------------- | ---------- |
| 1 | Allan Peiper     | Peugeot-Shell-Michelin | 8 min 13 s |
| 2 | Bert Oosterbosch | Panasonic              | + 1 s      |
| 3 | Laurent Fignon   | Renault-Elf            | + 10 s     |

### 1reétape
4-03-1985. Avallon-Dole, 197,5 km.
|   | Cycliste          | Équipe    | Temps           |
| - | ----------------- | --------- | --------------- |
| 1 | Eddy Planckaert   | Panasonic | 5 h 43 min 31 s |
| 2 | Walter Planckaert | Panasonic | m.t.            |
| 3 | Sean Kelly        | Skil-Sem  | m.t.            |

### 2eétape
5-03-1985. Dole-Saint-Trivier-sur-Moignans 181 km.
|   | Cycliste         | Équipe      | Temps           |
| - | ---------------- | ----------- | --------------- |
| 1 | Marc Madiot      | Renault-Elf | 4 h 43 min 00 s |
| 2 | Bert Oosterbosch | Panasonic   | m.t.            |
| 3 | Frits Pirard     | Skil-Sem    | + 4 s           |

### 3eétape
6-03-1985. Châtillon-sur-Chalaronne-Saint-Étienne 176 km.
|   | Cycliste        | Équipe     | Temps           |
| - | --------------- | ---------- | --------------- |
| 1 | Eddy Planckaert | Panasonic  | 4 h 46 min 19 s |
| 2 | Sean Kelly      | Skil-Sem   | m.t.            |
| 3 | Nico Verhoeven  | Skala-Skil | m.t.            |

### 4eétape,1ersecteur
7-03-1985. Donzère-Bédoin, 98 km.
|   | Cycliste        | Équipe      | Temps           |
| - | --------------- | ----------- | --------------- |
| 1 | Joël Pelier     | Skil-Sem    | 2 h 25 min 31 s |
| 2 | Frédéric Vichot | Skil-Sem    | + 12 s          |
| 3 | Charly Mottet   | Renault-Elf | m.t.            |

### 4eétape,2esecteur
7-03-1985. Bédoin-Carpentras, 35 km. (clm)
|   | Équipe     | Temps       |
| - | ---------- | ----------- |
| 1 | Panasonic  | 45 min 42 s |
| 2 | Skil-Sem   | + 8 s       |
| 3 | La Redoute | + 52 s      |

### 5eétape
8-03-1985. Carpentras-Gréoux-les-Bains, 211 km.
|   | Cycliste         | Équipe        | Temps           |
| - | ---------------- | ------------- | --------------- |
| 1 | Bert Oosterbosch | Panasonic     | 5 h 41 min 13 s |
| 2 | Marc Gomez       | La Vie claire | + 8 s           |
| 3 | Sean Kelly       | Skil-Sem      | + 51 s          |

### 6eétape
9-03-1985. Gréoux-les-Bains-Mandelieu-la-Napoule, 171 km.
|   | Cycliste      | Équipe    | Temps           |
| - | ------------- | --------- | --------------- |
| 1 | Pedro Muñoz   | Fagor     | 4 h 41 min 33 s |
| 2 | Sean Kelly    | Skil-Sem  | + 40 s          |
| 3 | Phil Anderson | Panasonic | m.t.            |

### 7eétape,1ersecteur
10-03-1985. Mandelieu-la-Napoule-Nice, 94 km.
|   | Cycliste             | Équipe      | Temps           |
| - | -------------------- | ----------- | --------------- |
| 1 | Charly Mottet        | Renault-Elf | 2 h 37 min 48 s |
| 2 | Jean-Paul van Poppel | Skala-Skil  | + 19 s          |
| 3 | Sean Kelly           | Skil-Sem    | m.t.            |

### 7eétape,2esecteur
10-03-1985. Nice-Col d'Èze, 11 km (clm).
|   | Cycliste              | Équipe        | Temps       |
| - | --------------------- | ------------- | ----------- |
| 1 | Stephen Roche         | La Redoute    | 20 min 52 s |
| 2 | Sean Kelly            | Skil-Sem      | + 1 s       |
| 3 | Jean-François Bernard | La Vie claire | + 59 s      |

## Classements finals

### Classement général
|    | Cycliste          | Équipe                 | Temps            |
| -- | ----------------- | ---------------------- | ---------------- |
| 1  | Sean Kelly        | Skil-Sem               | 31 h 10 min 19 s |
| 2  | Stephen Roche     | La Redoute             | + 23 s           |
| 3  | Frédéric Vichot   | Skil-Sem               | + 54 s           |
| 4  | Phil Anderson     | Panasonic              | + 1 min 04 s     |
| 5  | Pedro Muñoz       | Fagor                  | + 1 min 56 s     |
| 6  | Robert Millar     | Peugeot-Shell-Michelin | + 2 min 11 s     |
| 7  | Éric Caritoux     | Skil-Sem               | + 2 min 17 s     |
| 8  | Pascal Simon      | Peugeot-Shell-Michelin | + 2 min 21 s     |
| 9  | Charly Mottet     | Renault-Elf            | + 2 min 33 s     |
| 10 | Jean-Marie Grezet | Skil-Sem               | + 2 min 35 s     |